# Pfarrkirche St. Peter und Paul (Vals)

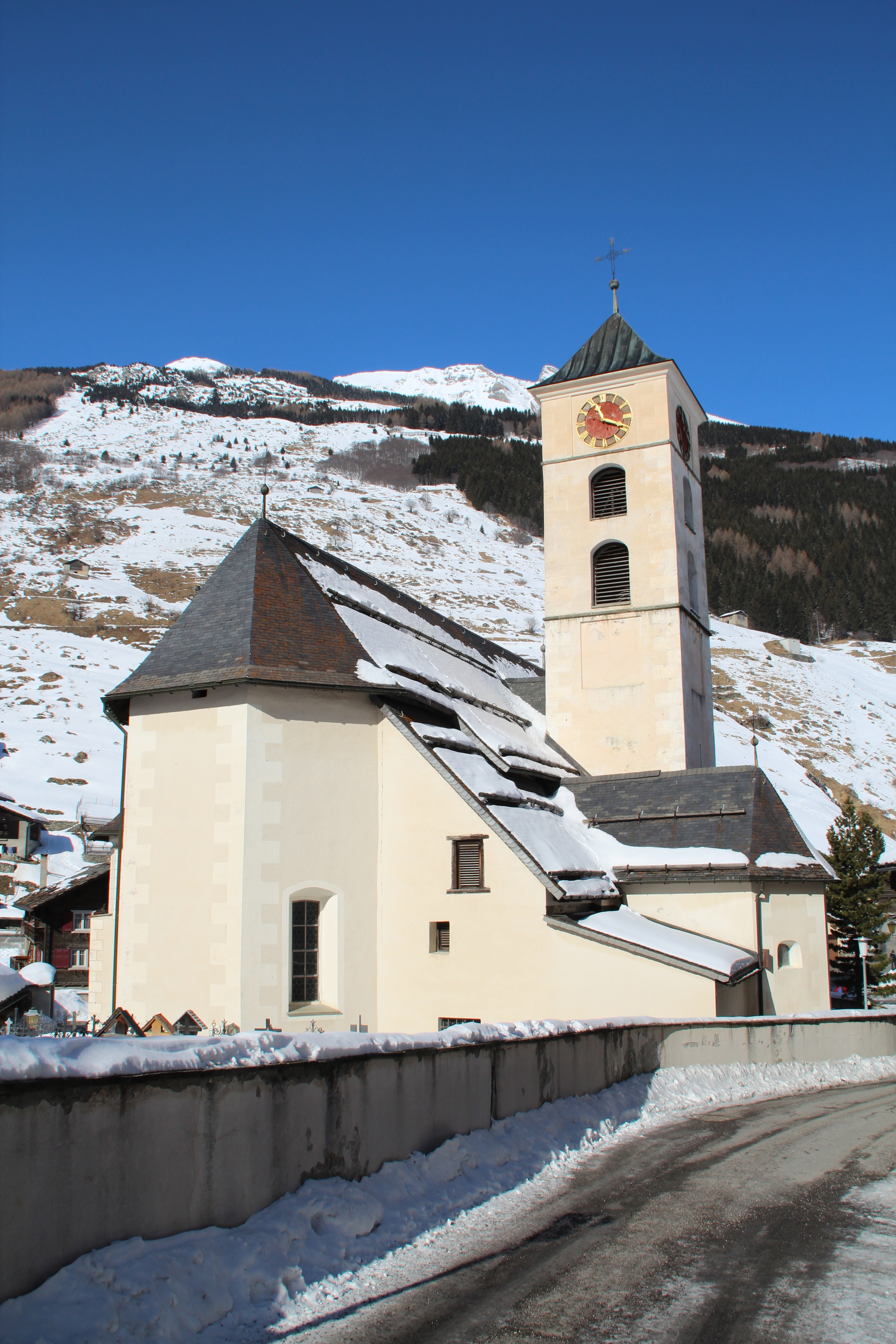
Pfarrkirche Vals von Südwest

Die römisch-katholische Pfarrkirche St. Petrus und Paulus steht am Dorfplatz in Vals im schweizerischen Kanton Graubünden. 

## Geschichte

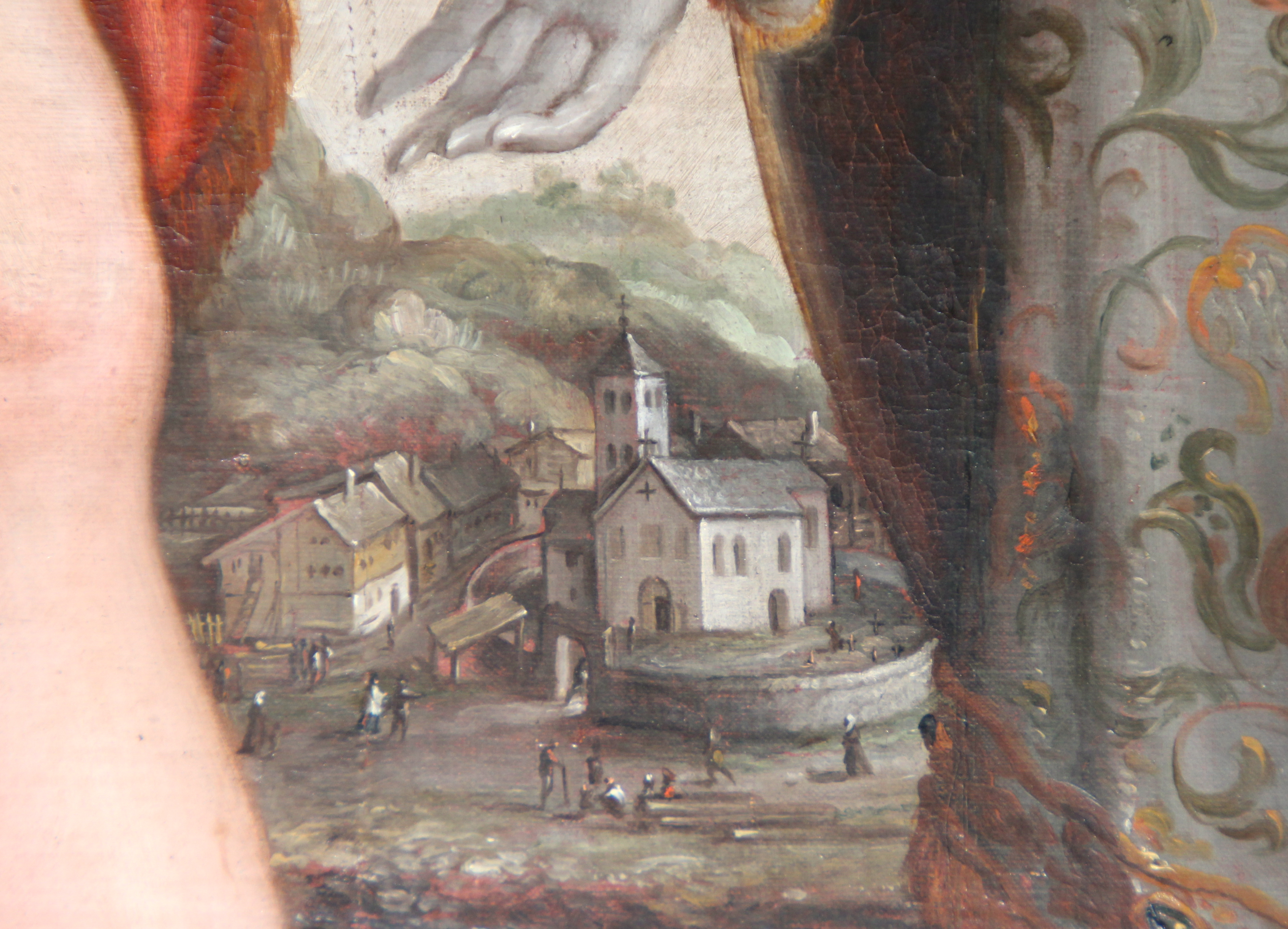
Der Dorfplatz um 1647; Ausschnitt aus dem Gemälde am Sebastiansaltar

Der erste Bau stammt aus der Mitte des 15. Jahrhunderts; 1451 wird er erstmals urkundlich erwähnt. Dass dort bereits in romanischer Zeit ein Kirchenbau stand, kann nicht ausgeschlossen werden. 
Nach einem umfassenden Umbau oder Neubau um 1500 erfolgte 1640–43 unter Pfarrer Sebastian Rüttimann im rechten Winkel zur alten Kirche ein frühbarocker Neubau, wobei der gotische Chor, nachdem die Rippen im Gewölbe weggeschlagen wurden, als östliche Seitenkapelle wiederverwendet wurde. Die Masswerkfenster hinter dem Altar stammen aus dem alten Chor.
Das gotische Langhaus wurde abgebrochen und das neue, um 90 Grad gedreht, in nord-südlicher Richtung erbaut. Die Neu-Konsekration erfolgte am 6. September 1643. Das Patrozinium lautet seither auf Petrus und Paulus; der Vorgängerbau war Petrus allein gewidmet gewesen.
1711 wurde im Westen die dem heiligen Antonius von Padua geweihte Antonius-Kapelle angebaut, gestiftet wurde dieser kleine Kuppelraum mit seinen reichen Stuckierungen bereits 1688 von Andreas Jörger.
1896 wurde der dreijochige Bau um ein Joch nach Norden verlängert, um der schnell wachsenden Pfarrei Platz zu bieten. Die neue Fassade wurde mit einer Kreuzigungsgruppe des Uznacher Kirchenmalers Franz Vettiger (1846–1919) versehen. Restaurierungen erfolgten 1964, 1984 aussen und 1992 innen.

## Beschreibung
Der nach Süden gerichtete stattliche Barockbau verfügt über einen dreiseitig geschlossenen Chor und zwei Seitenkapellen unterschiedlicher Höhe. Die Kreuzgratgewölbe über Schiff und Chor ruhen auf Pilastern. Die Empore stammt aus dem 18. Jahrhundert. Die Malereien im Gewölbe wurden 1923 von Josef Heimgartner (1868–1939) gemalt; barock ist nur noch die Bemalung der Antoniuskapelle. Die Vorhalle stammt aus dem Jahr 1964.
Der mittelalterliche Kirchturm mit barocker, zweigeschossiger Glockenstube steht zwischen Schiff und altem Chor. Anlässlich eines Umbaus erhielt er 1650 seine heutige Gestalt und die Stichbogenfenster. Das oberste Geschoss und das Pyramidendach wurden 1923 aufgesetzt.
Im Turm hängt ein sechsstimmiges Glockengeläut:
| Glocke | Name                                   | Gießer                                | Gussjahr | Gewicht | Schlagton |
| ------ | -------------------------------------- | ------------------------------------- | -------- | ------- | --------- |
| 1      | Dreifaltigkeitsglocke / Theodulsglocke | Glockengiesserei Eschmann, Rickenbach | 1964     | 3394 kg | B°        |
| 2      | Erlöserglocke / Mittagsglocke          | Gebr. Theus, Felsberg GR              | 1890     | 1556 kg | d′        |
| 3      | Petrus-und-Paulus-Glocke               | Nicolaus Besson                       | 1655     | 1000 kg | f′        |
| 4      | Bruder-Klaus-Glocke                    | Eschmann, Rickenbach                  | 1964     | 0750 kg | g′        |
| 5      | Muttergottesglocke                     | Eschmann, Rickenbach                  | 1964     | 0450 kg | b′        |
| 6      | Schutzengelglocke                      | Eschmann, Rickenbach                  | 1964     | 0310 kg | c″        |

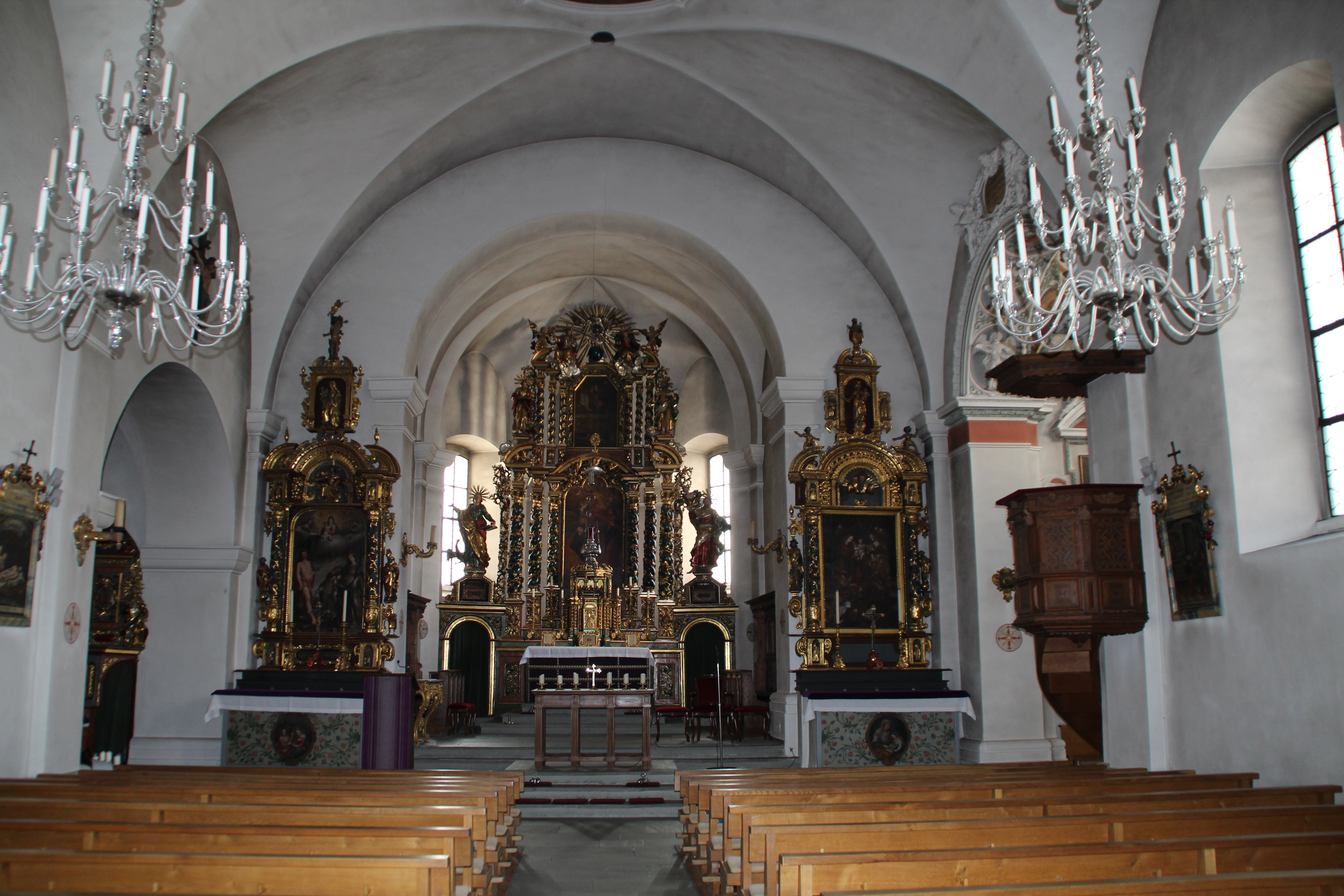
Innenraum
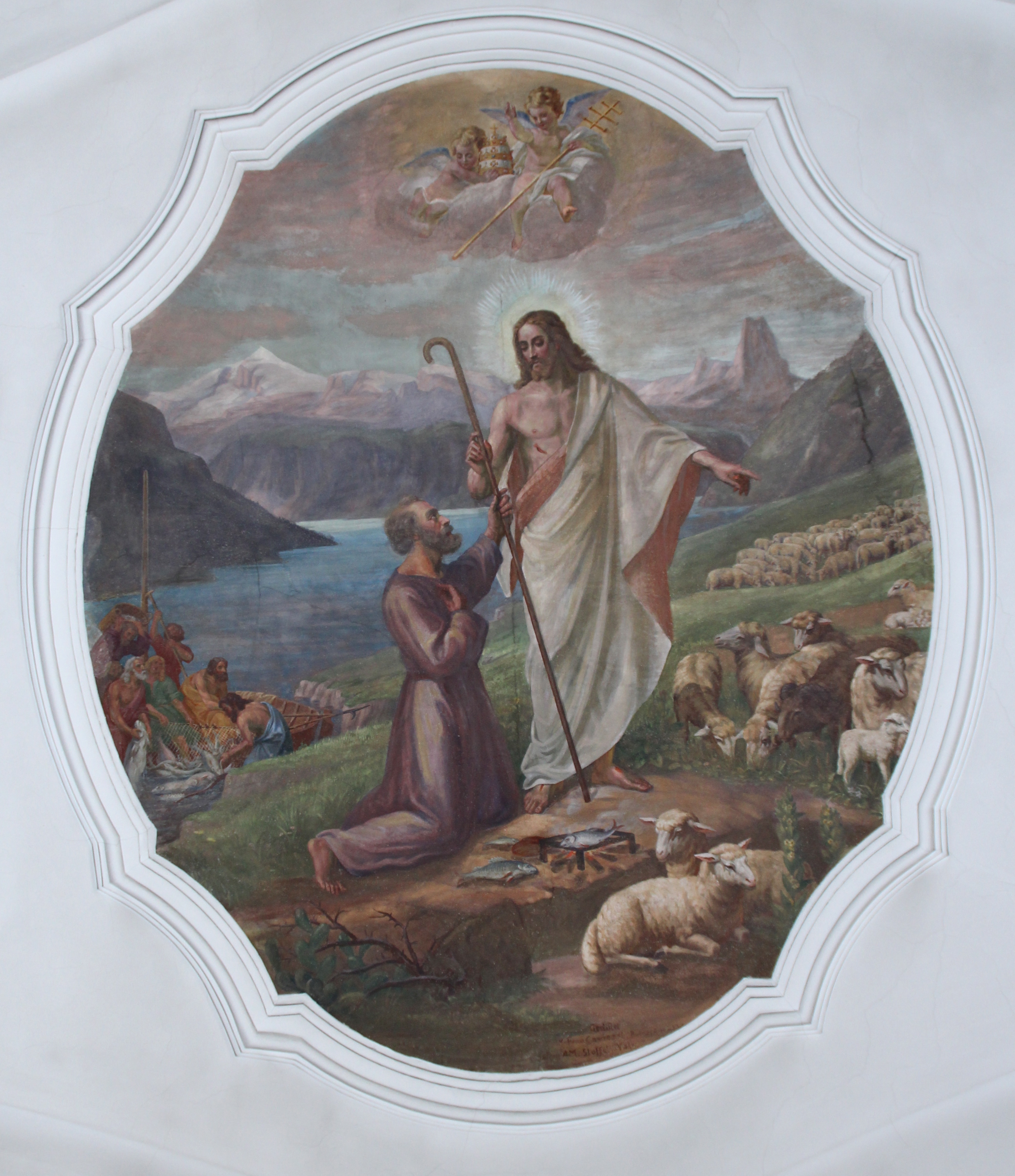
Übergabe der Hirtengewalt an Petrus, im Hintergrund das Zervreilahorn. Den 1958 entstandenen Zervreilasee hat der Maler visionär vorweggenommen.
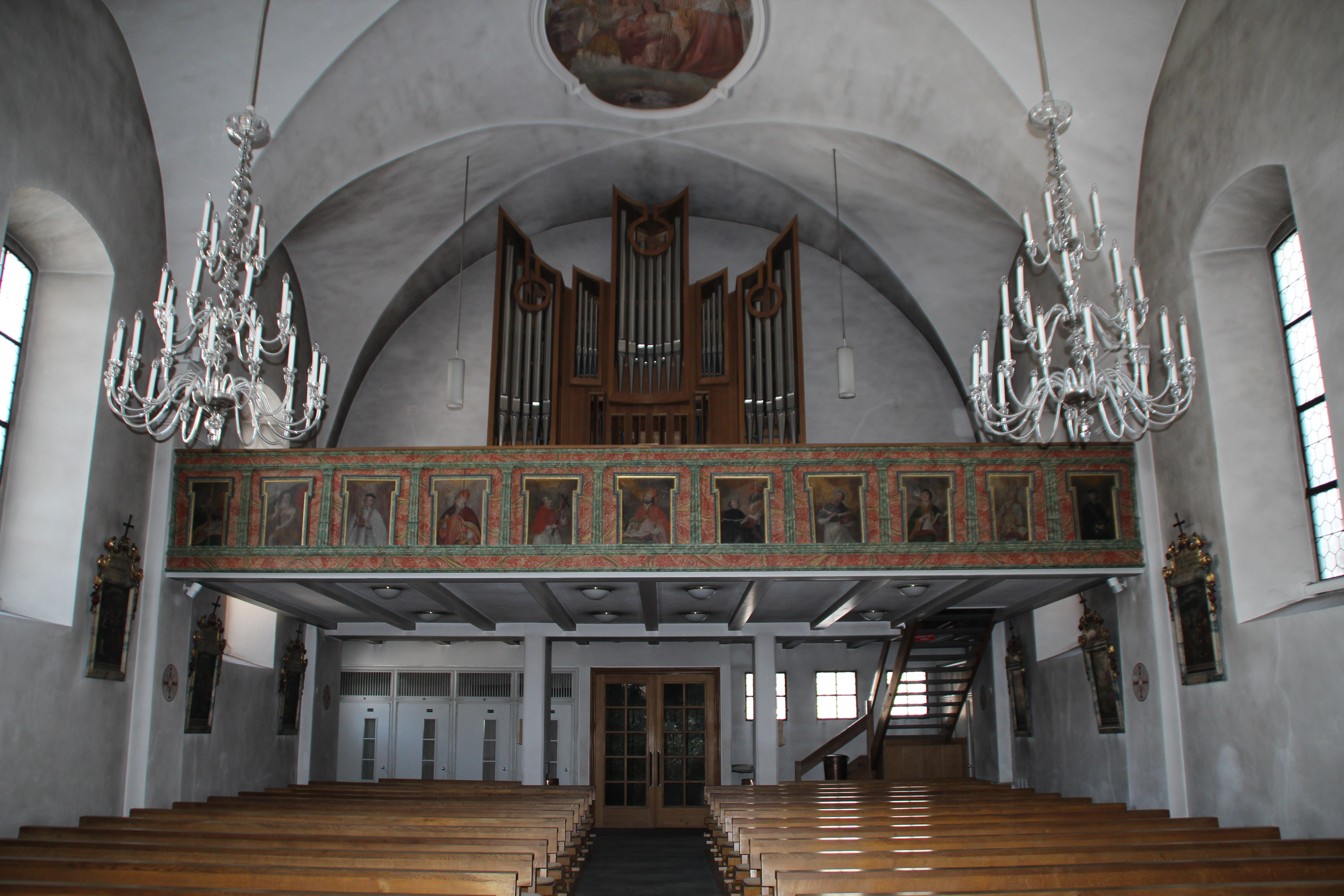
Galerie
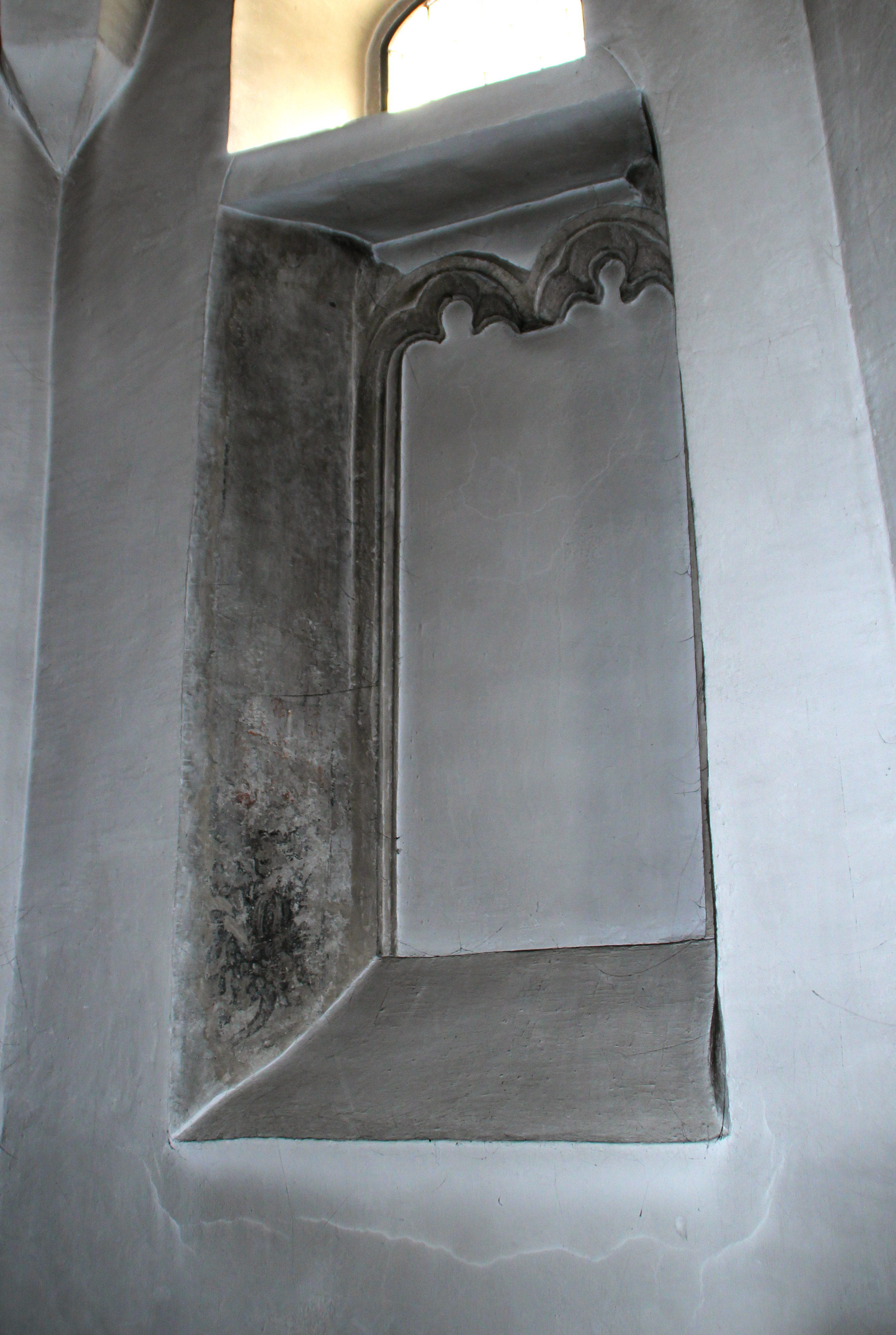
Masswerkfenster aus dem alten Chor

## Ausstattung

### Altäre

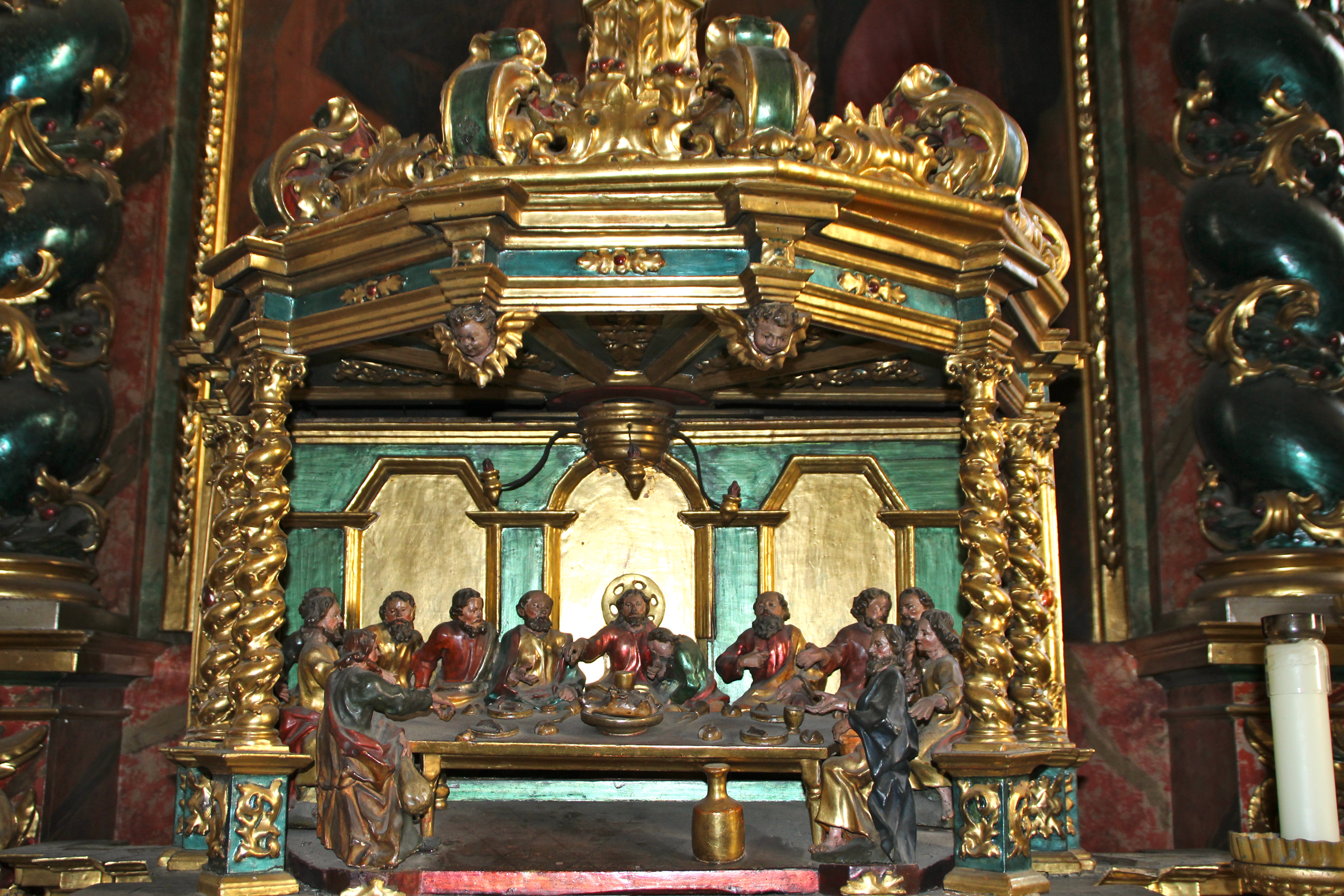
Tabernakel

Der doppelstöckige hölzerne Hochaltar mit den vier Evangelisten wurde unter Pfarrer Kaspar Brazerol um 1738/40 vom Walliser Antoni Sigrist geschaffen. Das Altarblatt mit Petri Berufung stammt vom Bündner Jakob Soliva (1715–1747) aus Trun, der für Sigrist auch als Vergolder arbeitete. Das obere Bild zeigt die Bekehrung des Saulus vor Damaskus.
Der Tabernakel aus dem Anfang des 18. Jahrhunderts ist als doppelstöckiger Tempelbau ausgeführt, in dem sich ein drehbarer Schrein verbirgt. In einem Pavillon aus gedrehten kleinen Säulen ist das letzte Abendmahl dargestellt.

### Seitenaltäre
Beide wurden 1647 von Pfarrer Sebastian Rüttimann gestiftet und entsprechen einander im Aufbau. Der linke ist dem heiligen Sebastian geweiht, der rechte der heiligen Anna. Das Bild der Anna selbdritt stammt von Wilhelm Gräsner aus Konstanz. Auf dem Bild des Sebastianaltars sind vor der Kirche der Pfarrer und der Baumeister abgebildet, wie sie auf das Kirchenportal zugehen.
Der St. Johann-Nepomuk-Altar aus Arvenholz aus der Zeit um 1710 steht im Eingangsbereich der Muttergotteskapelle. Die Heiligenfiguren könnten wie der Hochaltar von Antoni Sigrist stammen. Durch die  seitlichen Eingänge konnte der dahinter liegende Beichtstuhl aus dem Jahr 1682 betreten werden.

### Muttergotteskapelle
Die Muttergotteskapelle besteht im Wesentlichen aus dem Chor der gotischen Kirche. Das Gewölbe und die polygonale Apsis stammen aus der Bauzeit um 1640. 1963 wurden die Gewände der alten Spitzbogen, das Sakramentshäuschen und Fragmente von Fresken aus der Gotik freigelegt.
Der Altar besteht aus einem Aufbau aus neuerer Zeit und Teilen eines spätgotischen Flügelaltars aus, von dem fünf Figuren und die Flügel erhalten sind. Der ältere Teil stammt aus dem Beginn des 16. Jahrhunderts aus der Werkstatt von Ivo Strigel. 
Über dem Zugang zum Turm steht ein kleiner Flügelaltar aus dem Jahr 1626, der aussen die Verkündigung und innen die Krönung Marien zeigt.
Das hochgotische Kruzifix über dem Eingangsbogen zur Kapelle stammt aus dem letzten Viertel des 14. Jahrhunderts. 

### Antoniuskapelle
Die mit viel Stuckwerk ausgestattete quadratische Antoniuskapelle entstand 1688. Sie wird von einer Pendentifkuppel überwölbt. Die herzförmigen Kartuschen in den Ecken zeigen die Evangelisten.
Die Wandbilder stammen aus dem Anfang des 18. Jahrhunderts und zeigen die Fischpredigt des hl. Antonius und eine Anbetung der Hirten. 
Der grob gehauene gotische Taufstein in der Kapelle stammt aus dem 14. Jahrhundert, der baldachinförmige Aufsatz aus der Zeit um 1650. 

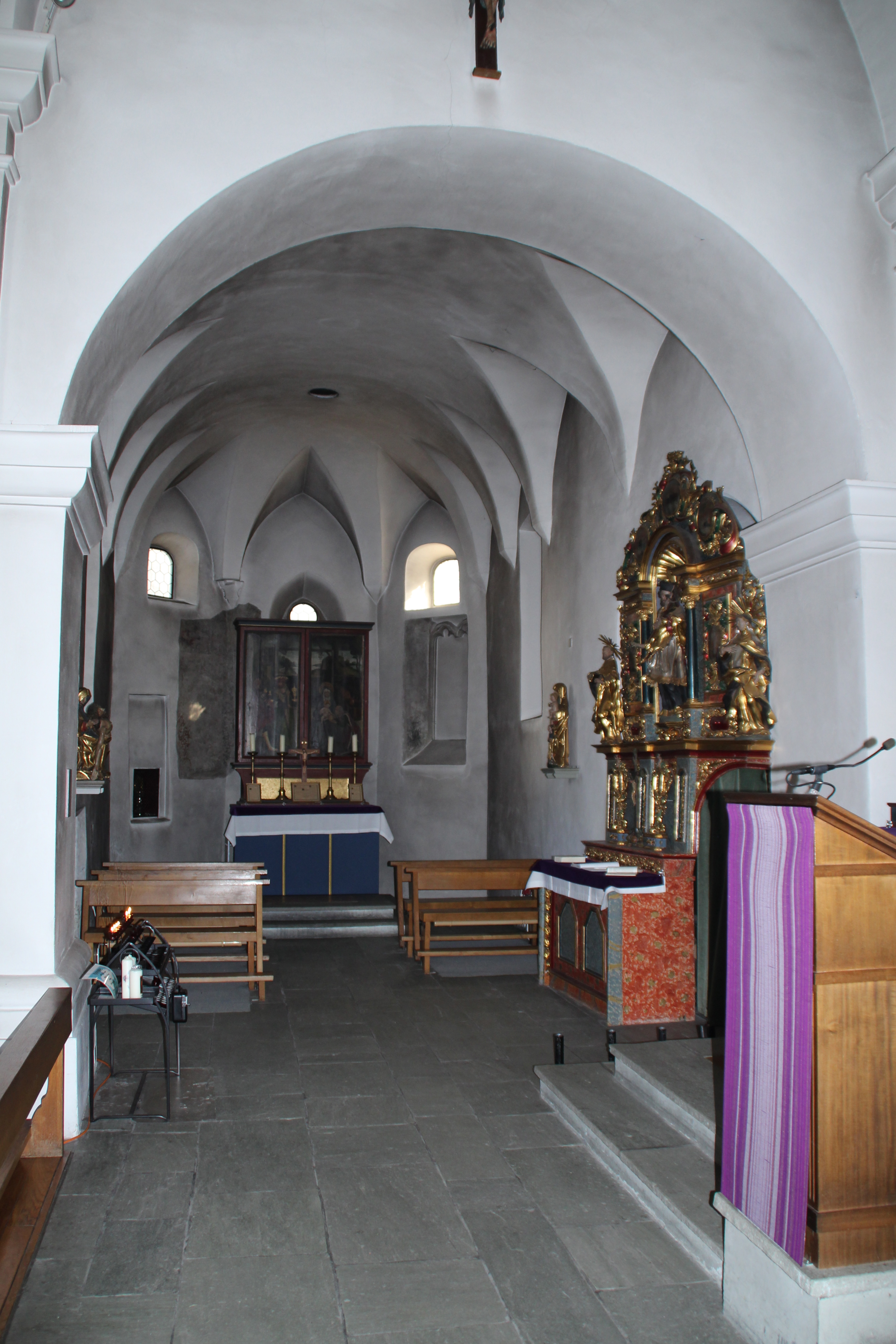
Muttergotteskapelle
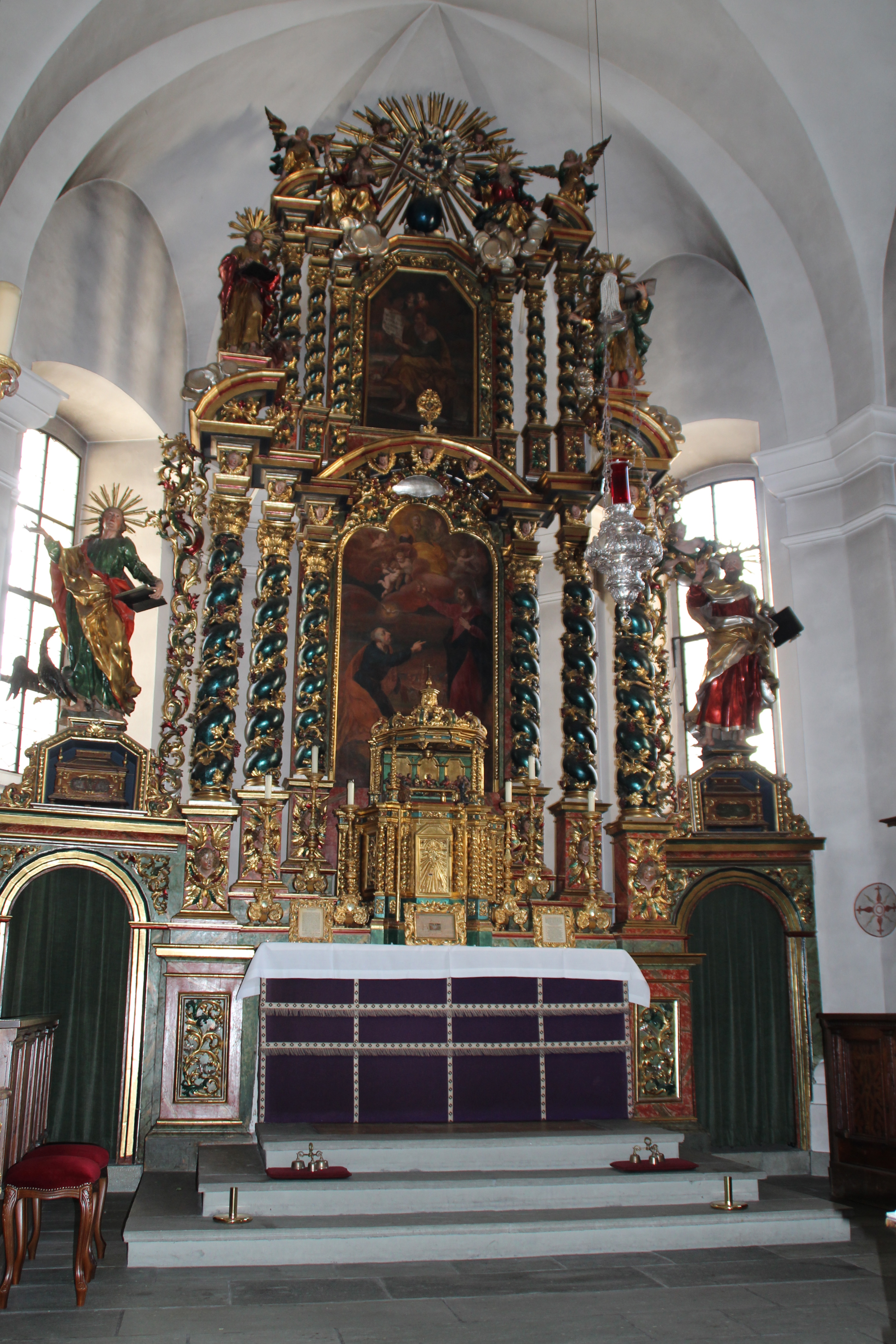
Hochaltar
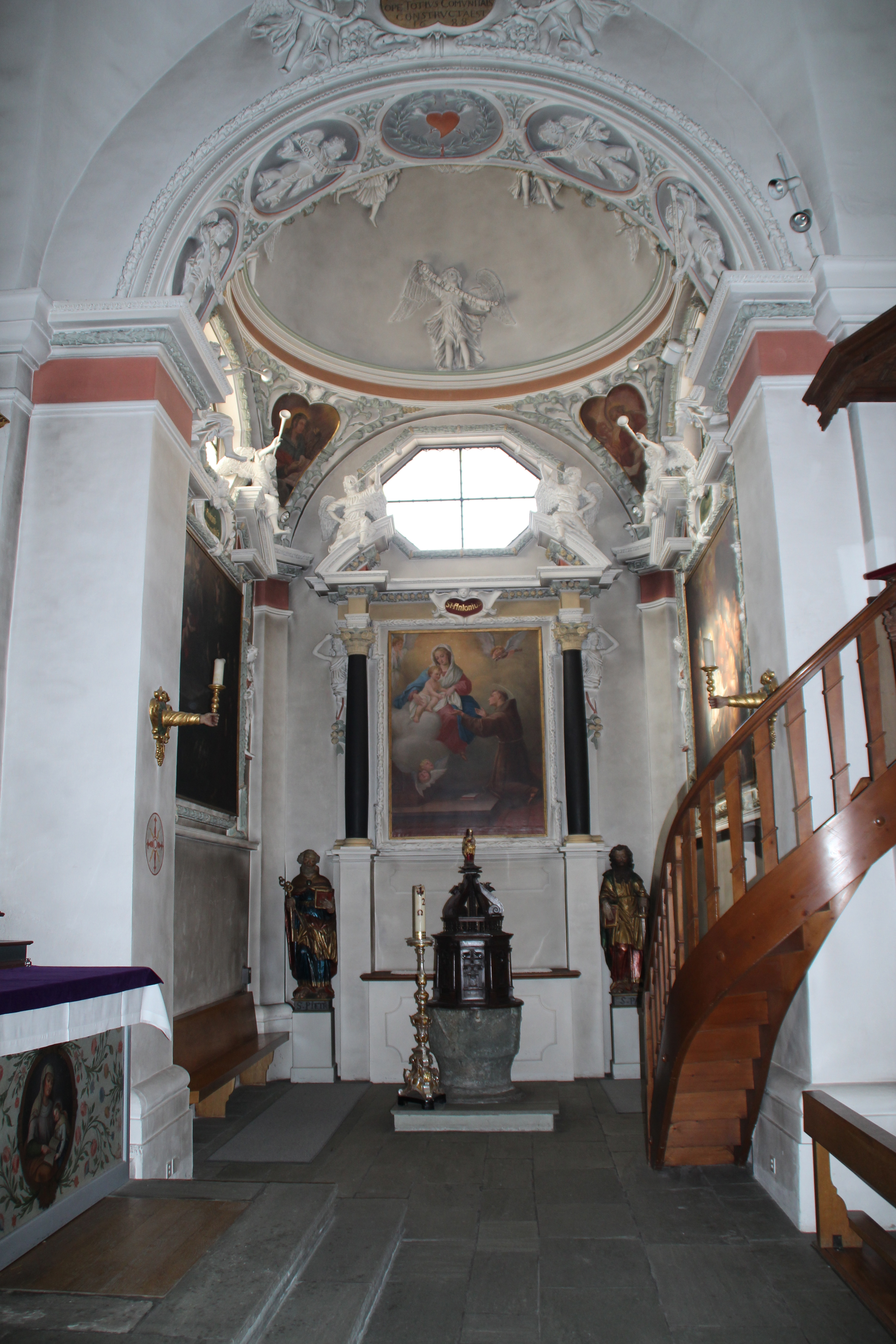
Antoniuskapelle

### Sonstige Ausstattung
Die 14 Kreuzwegstationen im Langhaus entstanden 1764, gleichzeitig mit den Heiligenporträts der Emporenbrüstung. Die Kanzel stammt aus der Mitte des 17. Jahrhunderts.
Die Orgel der Firma Mathis aus Näfels wurde 1965 eingebaut. Sie verfügt über 14 Register auf zwei Manualen und Pedal.

## Nachweise
1. ↑  Vals GR: Kath. Pfarrkirche St. Peter & Paul: Vollgeläute auf youtube.com
2. ↑  Mathis Orgelbau: Vals, Pfarrkirche St. Peter

Koordinaten: 46° 37′ 2,7″ N, 9° 10′ 49,9″ O; CH1903: 733415 / 164389